# Bibliothéconomie musicale

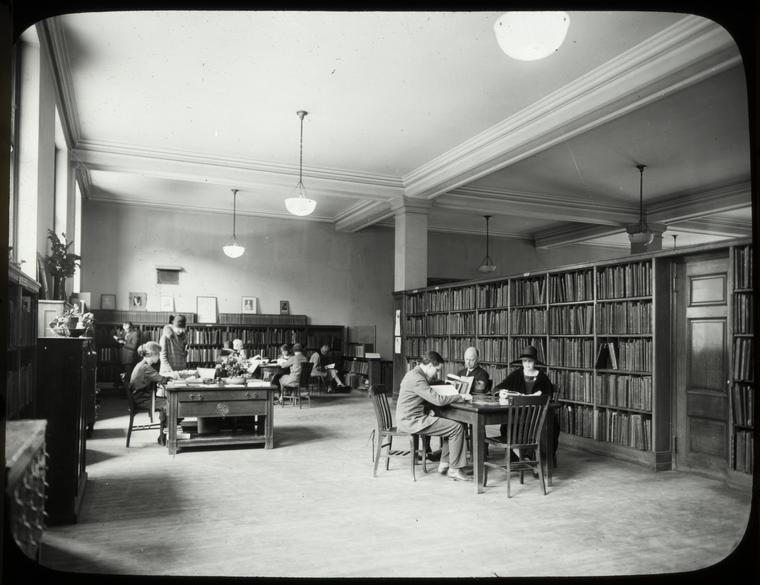
Bibliothèque de musique de la New York Public Library.

La bibliothéconomie musicale est le domaine de la bibliothéconomie qui concerne les collections musicales et leur développement, catalogage, préservation, ainsi que les questions de référence liées aux œuvres musicales et à la littérature musicale. Les bibliothécaires musicaux ou musicothécaires ont généralement des diplômes en musique et en bibliothéconomie (généralement, une maîtrise en bibliothéconomie et en sciences de l'information et au moins un diplôme universitaire en musique). Les bibliothécaires musicaux s'occupent des tâches de bibliothéconomie standard telles que le catalogage et la référence, mais l'ajout de partitions et d'enregistrements musicaux aux collections complique ces tâches. Par conséquent, les bibliothécaires musicaux lisent généralement la musique et ont au moins une compréhension de base de la théorie musicale et de l'histoire de la musique pour les aider dans leurs tâches.

## Histoire
La plupart des premières musiques classiques écrites étaient principalement sacrées ; des collections de musique et de littérature écrites étaient détenues par des monastères, des cathédrales et d'autres établissements religieux, tels que des sociétés de musique d'église, des bureaux et des séminaires. Avec l'émergence des universités au XIIe siècle, des bibliothèques se sont formées dans toute l'Europe et ont obtenu des dons ou des cadeaux de monastères et de collectionneurs privés. L'avènement des bibliothèques nationales et centralisées deux siècles plus tard a permis une plus grande attention aux documents spéciaux comme les collections de musique. Jusqu'à la fin du XVe siècle, les collections de musique étaient limitées aux organisations religieuses, aux collectionneurs privés ou à de petites zones de bibliothèques universitaires. Les collections publiques se sont agrandies avec le développement de l'imprimerie à la fin du XVe siècle et l'essor des efforts savants et artistiques de la Renaissance.
La bibliothéconomie musicale depuis la Renaissance s'est développée parallèlement à la bibliothéconomie moderne, mais avec des installations plus uniques et dédiées aux matériaux. Aux XVIIIe et XIXe siècles, la création de conservatoires a créé un besoin de collections de musique qui soutiennent l'apprentissage dans ces institutions. Alors que la prolifération des systèmes de classification a donné à la musique une niche dans les collections publiques et universitaires modernes, d'autres institutions conservant des collections exclusivement musicales ont contribué à l'essor des bibliothèques musicales. Il s'agit notamment des conservatoires, des centres d'information musicale, des associations de compositeurs et de droits d'exécution, des maisons d'opéra, des éditeurs de musique et des installations médiatiques impliquées dans la diffusion et le cinéma.
Au Canada, les premières collections musicales remontent à l’époque de la Nouvelle-France. Elles sont constituées principalement d’œuvres liturgiques. Vers 1900, les bibliothèques publiques, notamment en Ontario, commencent à développer des collections de partitions. Les principaux pôles sont la Toronto Public Library, l’Université Laval et la Société Radio Canada (SRC). Durant les années 1920, une partie de la programmation radiophonique au Canada était constituée de concerts et d’opéras comiques. La constitution de CBC/Radio-Canada en 1936 entraîne la création d’orchestres radiophoniques de la SRC à Vancouver, Halifax, Montréal, Toronto et Winnipeg. Les bibliothèques de musique de la SRC ont été créées pour répondre aux besoins de ces orchestres en musique imprimée pour les divers programmes de radio et de télévision.
En 1942, le premier conservatoire du Québec est fondé à Montréal. Son directeur, le chef Wilfrid Pelletier, engage une bibliothécaire dès les premières années de l’institution, ce qui démontre l’importance accordée à la documentation musicale. C’est également à partir de la seconde moitié du XXe siècle que les bibliothèques musicales universitaires commencent à prendre de l’envergure, tandis que la musicologie devient un domaine d’étude reconnu.

## Éducation
Aux États-Unis, la plupart des diplômes de bibliothéconomie commencent au niveau des études supérieures. Les bibliothécaires musicaux potentiels étudient la musique au premier cycle dans différentes écoles avec des programmes adaptés (théorie, histoire, interprétation, production, commerce et éducation). Avec un diplôme de premier cycle en musique et une maîtrise en science de l'information et des bibliothèques, de nombreux bibliothécaires musicaux choisissent également d'étudier la musique au niveau des cycles supérieurs. De plus, des programmes de doctorat sont disponibles en musique et en bibliothéconomie.
Dans les programmes de maîtrise en bibliothéconomie, les formations orientées sur la musique examinent les différents matériaux des collections musicales, tels que les dictionnaires spécifiques à la musique, les encyclopédies, les bibliographies, les index et d'autres littératures musicales. Les programmes de bibliothéconomie musicale peuvent également porter sur la référence en musique, les problèmes de catalogage, le développement et l'entretien de la collection, la reliure et la réparation, la préservation, les méthodes d'évaluation de l'appréciation du matériel ancien et l'enseignement de la bibliothéconomie musicale (méthodes d'enseignement).
Depuis 1979, l’Université de l’Indiana offre une maîtrise spécialisée en bibliothéconomie musicale. Cette formation inclut un cours de bibliographie musicale, un séminaire et deux stages. En Allemagne, des formations universitaires spécialisées sont offertes à Berlin, Hanovre, Leipzig, Stuttgart, Cologne et Munich. Au Royaume-Uni, l’Université d’Aberystwyth au Pays de Galles offre depuis 2011 un module de formation à la bibliothéconomie musicale.
En 1974, la Music Library Association a publié un référentiel des qualifications pour les bibliothécaires musicaux. Les « qualifications minimales attendues d'un bibliothécaire musical débutant » se limitaient à la connaissance des documents et des ressources de la bibliothèque musicale, aux compétences générales en bibliothéconomie et aux connaissances musicales générales, ce qui indique que les candidats aux postes de bibliothécaire musical devraient avoir des diplômes en musique, de préférence un baccalauréat et une maîtrise; une maîtrise en bibliothéconomie; cours de bibliothéconomie musicale et/ou expérience de travail dans une bibliothèque musicale; familiarité avec les langues étrangères et engagement envers une croissance et une éducation continues, comme en témoignent le travail dans des organisations professionnelles, telles que la Music Library Association.
La formation académique n’est parfois pas suffisante à l’accomplissement des tâches attendues d’un musicothécaire. En plus d’une formation en sciences de l’information et en musique, plusieurs employeurs exigent une connaissance de l’allemand et d’au moins une langue latine. Des compétences communicationnelles sont également requises, ainsi qu'un sens des priorités, une capacité à travailler en équipe et de la flexibilité.
En 2008, le comité d’éducation de la Music Library Association créée un programme de promotion de la formation à la bibliothéconomie musicale pour les amateurs, le personnel de soutien et les étudiants en sciences de l’information et bibliothéconomie.

## Types de bibliothèques musicales
Parmi les types de bibliothèques musicales, nous pouvons compter les bibliothèques académiques, de recherche, de conservatoire, publiques, nationales, de performance, les centres d'information musicaux et les bibliothèques de médias et de diffusion.

### Bibliothèques académiques
Les bibliothèques musicales académiques répondent principalement aux besoins des étudiants, des enseignants et des invités en résidence dans les institutions académiques. Des études démontrent que les institutions rattachées aux bibliothèques académiques employant des bibliothécaires musicaux de profession en majorité montrent un meilleur taux de succès académiques que celles qui emploient majoritairement des étudiants de l'institution, rappelant l'importance du rôle du bibliothécaire musical comme professionnel.

### Bibliothèques de recherche
Les bibliothèques de recherche en musique sont administrées par une organisation ou une fondation. Leurs collections sont donc davantage orientées vers la mission qu'elles soutiennent que leurs analogues académiques. Certaines bibliothèques musicales de recherche, comme la bibliothèque de recherche musicale du Conservatoire d'état de Saint-Pétersbourg, peuvent se vanter d'avoir quelques-unes des plus impressionnantes collections de partitions et de documents musicaux rares.

### Bibliothèques de conservatoire
Similaires à celles des bibliothèques académiques, les collections des bibliothèques de conservatoire sont dirigées par le curriculum de l'institution auxquelles elles appartiennent. Cependant, on peut généralement constater une emphase sur l'interprétation et la pédagogie dans les bibliothèques de conservatoire.

### Bibliothèques publiques
Financées par les gouvernements locaux, les collections des bibliothèques musicales publiques sont généralement à l'image de la population à laquelle elles s'adressent. Les bibliothèques publiques ayant une grande collection musicale auront tendance à employer un bibliothécaire spécialisé en musique, alors que celles qui ont une collection de plus petite taille vont généralement employer un bibliothécaire n'ayant pas nécessairement cette spécialisation.
La Médiathèque musicale de Paris (MMP)
Ouverte en 1986, la Médiathèque musicale de Paris est le premier établissement de lecture publique en France qui est entièrement consacré à la musique. D’abord sous le nom de la Discothèque des Halles, la MMP dispose de trois espaces ouverts au public : une bibliothèque de prêts, consacrée à la musique sous toutes ses formes et ses supports (CD, DVD, disques vinyle, partitions, livres), une bibliothèque d’étude et de conservation, puis un patrimoine sonore (disques 78 tours et vinyle, CD, DVD, VHS et U-Matic) disponible en consultation à la Salle Écoute et découverte. Parmi les fonds spécialisés, on retrouve les collections Peroy (environ 6000 disques de musique de film), Stiegler (8000 microsillons de Jazz) et Jean-Marie Poilvé (1540 disques, 78 tours et 867 microsillons de chansons, d’enregistrements vocales et d’opérettes),. Une importante collection de 10 0000 partitions musicales est également à la disposition des usagers et dont la numérisation est en cours, des discographies et des guides discographiques sont également offert au public et plus de 500 titres et 500 abonnements de périodiques sont accessibles en consultation sur place.
Le département de la musique de la Bibliothèque nationale de France
Créé en 1942,, le département de la musique de la Bibliothèque nationale de France est le fruit du rassemblement entre les collections musicales de la Bibliothèque royale attestées dès le 16e siècle, les collections nationales de la Bibliothèque du Conservatoire et les archives de l’Opéra de Paris. Aujourd’hui, le département de la musique est l’une des plus importantes bibliothèques nationales au monde,. Les collections sont constitués d’ouvrages théoriques sur la musique, des partitions, des catalogues de compositeurs, des livres et des livrets, des périodiques, des coupures de presses, des programmes de salles de spectacles, des estampes et des portraits de musiciens. S’ajoute à cela un très grand nombre de manuscrits, appartenant notamment à Debussy, Ravel, Poulenc, Barbara et Brel.
La consultation des collections du département de la musique de la Bibliothèque Nationale de France est répartie entre deux lieux : le site Richelieu et la Bibliothèque-musée de l’Opéra (Palais Garnier). Si le site Richelieu conserve les collections musicales de la Bibliothèque Nationale et de la Bibliothèque du Conservatoire, la Bibliothèque-musée de l’Opéra comprend dans ses collections des partitions, du matériel d’orchestres, des livrets ainsi que tout autres archives liées à l’Opéra de Paris et à l’Opéra-Comique,
Le département de la musique dispose de deux salles de lecture et de consultation, une au site Richelieu et l’autre au Palais Garnier. Le département de la musique est largement ouvert au public et aux non-universitaires, mais il faut toutefois justifier une recherche particulière pour avoir accès aux manuscrits originaux.De plus, la Bibliothèque-musée de l’Opéra détient une galerie permettant la présentation d’expositions permanentes et temporaires d’œuvres sélectionnées par l’Opéra de Paris et la BnF.

### Bibliothèques nationales
Combinant des caractéristiques des bibliothèques publiques et des bibliothèques de recherche, les bibliothèques nationales ont la responsabilité d'acquérir, de cataloguer et de maintenir des copies du patrimoine musical national. Ces bibliothèques ont typiquement de plus grandes collections que les bibliothèques publiques. Dans leurs collections, nous pouvons retrouver des partitions, des enregistrements audio et vidéo, de même que des périodiques portant sur la musique.

### Bibliothèques de performance
Ce type de bibliothèque musical existe pour fournir aux interprètes et aux organisations d'interprètes les documents spécifiques dont ils ont besoin dans l'exercice de leurs fonctions. Le bibliothécaire musical travaillant dans une bibliothèque de performance se doit, par exemple, d'obtenir l'accès aux documents nécessaires pour la programmation saisonnière d'un orchestre.

### Centres d'information musicaux
Les centres d'information musicaux sont des organisations nationales qui ont le devoir de promouvoir la musique du pays auquel ils renvoient par diverses activités. Leurs collections comportent des partitions, des enregistrements, de même que du matériel biographique et de recherche. La mission principale de ces centres est de faire connaître les compositeurs contemporains et leur musique.

### Bibliothèques de médias et de diffusion
Il s'agit des bibliothèques musicales appartenant aux stations de radio ou autres organisations diffusant de la musique. Auparavant majoritairement physiques, ces collections deviennent de plus en plus exclusivement numériques. Ces bibliothèques sont également responsables de fournir les partitions pour d'éventuelles performances en direct ayant lieu sur les ondes de la station de radio à laquelle elles appartiennent.

## Organisations professionnelles

### International Association of Music Libraries, Archives and Documentation Centers (IAML)
L'IAML est une association internationale membre de la Fédération internationale des associations et institutions de bibliothèques (IFLA). Elle a été fondée à Paris en 1951 à la suite de deux congrès internationaux de musicothécaires à Florence (Italie) en 1949 et à Lüneburg (Allemagne) en 1950. En 2017, l'IAML comptait 1 553 membres dans 49 pays. Elle publie la revue trimestrielle Fontes Artis Musicae et elle finance des ressources bibliographies:
- Répertoire international des sources musicales (RISM)
- Répertoire international de littérature musicale (RILM)
- Répertoire international d'iconographie musicale (RIdIM)
- Répertoire international de la presse musicale (RIPM)

Les principaux objectifs de la IAML sont :
- D’encourager et de promouvoir les activités des bibliothèques et des centres d’archives et de documentation concernés par la musique et le matériel musical, de renforcer la coopération au sein des institutions et des individus travaillant dans les domaines de la musique et de publier des informations à propos de leur travail[33]

- De promouvoir une meilleure compréhension de l’importance culturelle des bibliothèques et centres d’archives et de documentation musicaux, à la fois au niveau national et au niveau international[33]

- De supporter et de faciliter la réalisation de projets dans le domaine de la bibliographie musicale, de la documentation musicale et de la discipline des bibliothèques musicales aux niveaux national et international[33]

- De promouvoir l’accès à toutes les publications et tous les documents reliés à la musique, en encourageant particulièrement les échanges et les prêts internationaux[33]
- D’encourager et de soutenir le développement de normes dans toutes les sphères qui concernent l’Association[33]
- De promouvoir l’accès à une éducation et à une formation professionnelles et propices[33]
- D’approfondir les normes bibliographiques des matériaux musicaux de toutes sortes[33]
- De soutenir la protection et la préservation des documents musicaux de toutes les époques[33]
- De coopérer avec les autres organisations dans les domaines de la bibliothéconomie, de la bibliographie, des sciences archivistiques et de la documentation, de la musique et de la musicologie[33]
- D’organiser un congrès annuel et international de ses membres[33]
- De publier un journal officiel traitant de toutes les questions d’intérêt professionnel[33]

### Music Library Association (MLA)
La Music Library Association est une association américaine fondée en 1931. Elle devient officiellement la branche américaine de l'IAML en 2011. Depuis 1934, la MLA publie la revue trimestrielle Notes.
Les missions de la MLA sont de soutenir, préserver et améliorer l'accès équitable à l'héritage mondial de la musique. Plus précisément, le programme de développement de la MLA ainsi que ces donateurs contribuent à la réalisation des objectifs de l’association, à savoir :  
- Promouvoir la création, le développement et l’utilisation des bibliothèques musicales[34]

- D’encourager les collections musicales et la littératie musicale dans les bibliothèques[34]

- Accroître l’efficacité des services et de l’administration des bibliothèques musicales[34]
- Propulser la profession de bibliothécaire musical[34]

Music Library Student and Emerging Professionals (MLStEP)
La Music Library Student and Emerging Professionals est un groupe d’intérêt de la Music Library Association qui a pour objectif de mettre en relation les étudiants, les futurs étudiants et les bibliothécaires qui s’intéressent à la bibliothéconomie musicale au cours des cinq premières années de leurs carrières. La MLStEP s’efforce à soutenir les étudiants en bibliothéconomie musicale ou les bibliothécaires et professionnels en début de carrière dans leurs rencontres, leurs collaborations et leurs apprentissages en fournissant des ressources pertinentes, en publiant des articles de blog et en organisant des évènements de réseautage,.  Il existe 10 chapitres de la Music Library Student and Emerging Professionnals, directement associée à la Music Library Association: Atlanta, Californie, Greater New-York, Midwest, Moutain-Plains, New England, New-York State-Ontario, Pacific Norhtwest, Southeast et Texas.

### Association canadienne des bibliothèques, archives et centres de documentation musicaux (ACBM)
L’ACBM est fondée en 1971 et relaye la Canadian Music Library Association, créée en 1956. Elle devient alors la branche canadienne de l'IAML. Cette association publie La Revue de l'ACBM en libre accès. Une section québécoise de l'ACBM est créée en 2008.
La Société de Musique des Universités Canadiennes (SMUC) et la Fédération Canadienne des sciences humaines participent souvent conjointement aux rencontres annuelles de l’ACBM (Canada).
·  En 1998, l’ACBM inaugure le prix Helmut Kallmann pour «l’excellence dans le domaine de la bibliothéconomie et des archives musicales au Canada». Le prix porte le nom du Dr Helmut Kallmann, cofondateur de l’ACBM et chef de la division de la musique à la Bibliothèque nationale du Canada de 1970 à 1981.
«L'ACBM vise à soutenir tous les aspects de la bibliothéconomie musicale au Canada, dont la recherche et les projets érudits, et à collaborer avec d'autres organismes nationaux et internationaux touchés par tous les aspects de la musique. Elle comprend des membres de la communauté universitaire, de Bibliothèque et Archives Canada (voir Bibliothèque nationale du Canada), de bibliothèques publiques, d'archives provinciales et nationales, de conservatoires de musique, du Centre de musique canadienne, de l'Institut national canadien pour les aveugles ainsi que de bibliothèques spécialisées, des interprètes et des compositeurs.»
Association pour la coopération des professionnels de l'information musicale«La Section québécoise de l'ACBM est officiellement fondée en 2008 par un groupe de bibliothécaires désireux de tirer parti de la collaboration de tous ceux qui s'intéressent à la bibliothéconomie ou à l'archivistique musicale au Québec. En octobre 2008, la Section tient sa première rencontre annuelle à la Bibliothèque de l'Université Laval à Québec. Depuis, comptant un nombre croissant de membres, la Section de l'ACBM s'est forgé une place de choix dans le milieu de la documentation québécoise.»

### Major Orchestra Librarians' Association (MOLA)
Fondée en 1983, cette association regroupe des musicothécaires d'orchestre de plusieurs pays. Elle publie l'infolettre trimestrielle Marcato et elle partage une liste d’errata avec ses membres.

### Association pour la coopération des professionnels de l'information musicale ou (ACIM)
L’Association pour la coopération des professionnels de l'information musicale est une association française créée en juillet 1989 qui rassemble des bibliothécaires musicaux et des discothécaires.
Son but est de «promouvoir la diffusion de la documentation musicale en tous lieux et principalement dans les bibliothèques et institutions publiques, de participer à toute action de coopération entre les organismes assurant la collecte, le traitement, la conservation et la diffusion de la documentation musicale».
En 2011, l'ACIM publie le manifeste : «La musique a toute sa place en bibliothèque.» Le 1er octobre 2024, l’ACIM publie une lettre ouverte intitulée « Pour une offre numérique adaptée et de qualité en bibliothèque publique » qui dénonce un contexte de fortes contraintes budgétaires et la dépendance des bibliothèques publiques face aux modèles économiques qui sont défavorables au service public.  La lettre ouverte insiste sur la nécessite d’une concertation nationale autour des ressources numériques en bibliothèque publique afin d’assurer leurs missions : « faciliter l’accès de tous aux œuvres et à l’information dans des conditions viables pour les collectivités. »

## Ressources en ligne

### The Digital Image Archive of Medieval Music (DIAMM)
La Digital Image Archive of Medieval Music est une ressource de premier plan en ce qui concerne l'étude des manuscrits musicaux médiévaux. Elle publie et présente des images et metadata de milliers de manuscrits. Elle constitue aussi un centre pour les ressources et les éditions savantes et entreprend des activités de restauration digitale des manuscrits et des documents musicaux endommagés. Elle publie aussi des fac-similés de très haute qualité et offre son expertise en tant que spécialiste.
Depuis ses débuts en 1998, l'objectif de la DIAMM est d'obtenir et d'archiver des images digitales de sources européennes de la musique polyphonique médiévale, images captées directement à partir des documents originaux. Les autres objectifs incluent la conservation et la protection contre les déperditions, spécialement vis-à-vis des fragments endommagés et vulnérables. Un autre objectif est de permettre aux bibliothèques un accès à des images de la meilleure qualité possible, à l'attention des chercheurs. La qualité des images capturées par une technologie digitale supérieure assure un niveau de détails et de couleurs qui est incomparable et supérieur à ce qui est possible par la simple photographie et la photocopie.